# 弗里斯科 (科罗拉多州)
弗里斯科（英語：Frisco），是美国科罗拉多州萨米特县下属的一座城市。建市于1880年12月3日，面积大约为1.787平方英里（4.629平方公里）。根据2010年美国人口普查，该市有人口2,683人。2011年估计该市有人口2,680人，相比2010年人口增长率为-0.11%。同时，论人口该市是科罗拉多州第96大城市。